# Iranomolpus badius
Iranomolpus badius es una especie de insecto coleóptero de la familia Chrysomelidae.
Fue descrita científicamente en 1979 por Lopatin.